# Cortês
Cortês là một đô thị thuộc bang Pernambuco, Brasil. Đô thị này có diện tích 101 km², dân số năm 2007 là 11616 người, mật độ 115,01 người/km².